# Vòng loại Giải vô địch bóng đá nữ châu Âu 2017
Vòng loại Giải vô địch bóng đá nữ châu Âu 2017 là giải đấu bóng đá nữ nhằm xác định 15 đội tuyển quốc gia cùng đội chủ nhà Hà Lan góp mặt tại Giải vô địch bóng đá nữ châu Âu 2017.
Có tổng cộng 46 đội tuyển thành viên của Liên đoàn bóng đá châu Âu, trong đó đội tuyển Andorra lần đầu tiên góp mặt.

## Thể thức
Vòng loại gồm ba giai đoạn:
- Vòng sơ loại: Tám đội có thứ hạng thấp nhất được chia làm hai bảng, mỗi bảng bốn đội. Các đội thi đấu vòng tròn một lượt tại một địa điểm cố định. Hai đội đầu mỗi bảng đi tiếp.
- Vòng bảng vòng loại: 40 đội được chia thành tám bảng năm đội, thi đấu vòng tròn hai lượt. Tám đội đầu bảng và sáu đội nhì xuất sắc nhất (không tính thành tích trước đội thứ năm trong bảng) lọt vào vòng chung kết, trong khi hai đội nhì còn lại đá play-off.
- Play-off: Hai đội còn lại đá play-off hai lượt để xác định suất cuối cùng.

## Các đội tham dự
Các đội được xếp hạng dựa trên hệ số của họ tại:
- Vòng loại và vòng chung kết Giải vô địch bóng đá nữ thế giới 2011
- Vòng loại và Giải vô địch bóng đá nữ châu Âu 2013
- Vòng loại Giải vô địch bóng đá nữ thế giới 2015

| Đội    | HS     | Hạng |
| ------ | ------ | ---- |
| Hà Lan | 34.486 | 8    |

| Đội         | HS     | Hạng |
| ----------- | ------ | ---- |
| Đức         | 43.665 | 1    |
| Pháp        | 42.552 | 2    |
| Thụy Điển   | 42.433 | 3    |
| Na Uy       | 39.315 | 4    |
| Anh         | 38,133 | 5    |
| Ý           | 36.666 | 6    |
| Tây Ban Nha | 35.941 | 7    |
| Iceland     | 32.778 | 9    |

| Đội      | HS     | Hạng |
| -------- | ------ | ---- |
| Nga      | 32.712 | 10   |
| Đan Mạch | 32.615 | 11   |
| Phần Lan | 32.605 | 12   |
| Thụy Sĩ  | 32.558 | 13   |
| Scotland | 31.264 | 14   |
| Áo       | 29.847 | 15   |
| Ukraina  | 29.064 | 16   |
| Bỉ       | 28.825 | 17   |

| Đội              | HS     | Hạng |
| ---------------- | ------ | ---- |
| Ba Lan           | 27.555 | 18   |
| Cộng hòa Séc     | 25.750 | 19   |
| Wales            | 25.070 | 20   |
| Cộng hòa Ireland | 24.581 | 21   |
| România          | 22.954 | 22   |
| Hungary          | 22.434 | 23   |
| Serbia           | 21.747 | 24   |
| Belarus          | 21.634 | 25   |

| Đội                  | HS     | Hạng |
| -------------------- | ------ | ---- |
| Bồ Đào Nha           | 20.925 | 26   |
| Bắc Ireland          | 18,141 | 27   |
| Slovakia             | 17.691 | 28   |
| Bosna và Hercegovina | 16.806 | 29   |
| Thổ Nhĩ Kỳ           | 15.528 | 30   |
| Israel               | 14.841 | 31   |
| Slovenia             | 14.736 | 32   |
| Hy Lạp               | 14.219 | 33   |

| Đội           | HS     | Hạng |
| ------------- | ------ | ---- |
| Estonia       | 13.281 | 34   |
| Croatia       | 13,111 | 35   |
| Kazakhstan    | 12.591 | 36   |
| Albania       | 9.991  | 38   |
| Bắc Macedonia | 8.032  | 40   |
| Montenegro    | 7.443  | 41   |

| \| Đội \| HS \| Hạng \| \| -------------- \| ----- \| ---- \| \| Quần đảo Faroe \| 7.357 \| 42 \| \| Malta (H) \| 6.723 \| 44 \| \| Gruzia \| 6.063 \| 45 \| \| Litva \| 4.585 \| 46 \| \| Latvia \| 4.042 \| 47 \| \| Luxembourg \| 3.918 \| 48 \| \| Andorra \| — \| — \| \| Moldova (H) \| — \| — \| |       |      |
| Đội | HS    | Hạng |
| Quần đảo Faroe | 7.357 | 42   |
| Malta (H) | 6.723 | 44   |
| Gruzia | 6.063 | 45   |
| Litva | 4.585 | 46   |
| Latvia | 4.042 | 47   |
| Luxembourg | 3.918 | 48   |
| Andorra | —     | —    |
| Moldova (H) | —     | —    |

| Không tham dự | Không tham dự | Không tham dự |
| Đội           | HS            | Hạng          |
| ------------- | ------------- | ------------- |
| Azerbaijan    | 11.375        | 37            |
| Bulgaria      | 9.960         | 39            |
| Armenia       | 7.275         | 43            |
| Síp           | —             | —             |
| Gibraltar     | —             | —             |
| Liechtenstein | —             | —             |
| San Marino    | —             | —             |

Chú thích
- (H) là đội chủ nhà của vòng sơ loại.
- Đội in đậm lọt vào vòng chung kết.

## Vòng sơ loại

### Bảng 1
| VT | Đội         | ST | T | H | B | BT | BB | HS | Đ | Giành quyền tham dự |     |     |     |     |   |
| -- | ----------- | -- | - | - | - | -- | -- | -- | - | ------------------- | --- | --- | --- | --- | - |
| 1  | Moldova (H) | 3  | 2 | 0 | 1 | 5  | 1  | +4 | 6 | Vòng bảng vòng loại |     | —   | 0–1 | 2–0 | — |
| 2  | Latvia      | 3  | 1 | 1 | 1 | 5  | 5  | 0  | 4 |                     |     | —   | —   | 1–1 | — |
| 3  | Litva       | 3  | 1 | 1 | 1 | 3  | 3  | 0  | 4 |                     | —   | —   | —   | 2–0 |   |
| 4  | Luxembourg  | 3  | 1 | 0 | 2 | 4  | 8  | −4 | 3 |                     | 0–3 | 4–3 | —   | —   |   |

### Bảng 2
| VT | Đội            | ST | T | H | B | BT | BB | HS  | Đ | Giành quyền tham dự |     |     |     |     |     |
| -- | -------------- | -- | - | - | - | -- | -- | --- | - | ------------------- | --- | --- | --- | --- | --- |
| 1  | Gruzia         | 3  | 2 | 0 | 1 | 10 | 2  | +8  | 6 | Vòng bảng vòng loại |     | —   | 2–0 | 1–2 | —   |
| 2  | Quần đảo Faroe | 3  | 2 | 0 | 1 | 12 | 4  | +8  | 6 |                     |     | —   | —   | —   | 8–0 |
| 3  | Malta (H)      | 3  | 2 | 0 | 1 | 9  | 8  | +1  | 6 |                     | —   | 2–4 | —   | —   |     |
| 4  | Andorra        | 3  | 0 | 0 | 3 | 3  | 20 | −17 | 0 |                     | 0–7 | —   | 3–5 | —   |     |

1. 1 2 3  Xếp theo thành tích đối đầu (Gruzia: 3đ, HS +1; Quần đảo Faroe: 3đ, HS 0; Malta: 3đ, HS −1).

## Vòng bảng vòng loại

### Bảng

#### Bảng 1
| VT | Đội           | ST | T | H | B | BT | BB | HS  | Đ  | Giành quyền tham dự |     |     |     |     |     |      |
| -- | ------------- | -- | - | - | - | -- | -- | --- | -- | ------------------- | --- | --- | --- | --- | --- | ---- |
| 1  | Iceland       | 8  | 7 | 0 | 1 | 34 | 2  | +32 | 21 | Vòng chung kết      |     | —   | 1–2 | 4–0 | 2–0 | 8–0  |
| 2  | Scotland      | 8  | 7 | 0 | 1 | 30 | 7  | +23 | 21 | Vòng chung kết      |     | 0–4 | —   | 3–1 | 7–0 | 10–0 |
| 3  | Slovenia      | 8  | 3 | 0 | 5 | 21 | 19 | +2  | 9  |                     |     | 0–6 | 0–3 | —   | 3–0 | 8–1  |
| 4  | Belarus       | 8  | 3 | 0 | 5 | 10 | 20 | −10 | 9  |                     | 0–5 | 0–1 | 2–0 | —   | 6–2 |      |
| 5  | Bắc Macedonia | 8  | 0 | 0 | 8 | 4  | 51 | −47 | 0  |                     | 0–4 | 1–4 | 0–9 | 0–2 | —   |      |

#### Bảng 2
| VT | Đội              | ST | T | H | B | BT | BB | HS  | Đ  | Giành quyền tham dự |     |     |     |     |     |      |
| -- | ---------------- | -- | - | - | - | -- | -- | --- | -- | ------------------- | --- | --- | --- | --- | --- | ---- |
| 1  | Tây Ban Nha      | 8  | 8 | 0 | 0 | 39 | 2  | +37 | 24 | Vòng chung kết      |     | —   | 2–0 | 5–0 | 3–0 | 13–0 |
| 2  | Bồ Đào Nha       | 8  | 4 | 1 | 3 | 15 | 11 | +4  | 13 | Play-off            |     | 1–4 | —   | 3–2 | 1–2 | 6–1  |
| 3  | Phần Lan         | 8  | 4 | 1 | 3 | 17 | 12 | +5  | 13 |                     |     | 1–2 | 0–0 | —   | 4–1 | 1–0  |
| 4  | Cộng hòa Ireland | 8  | 3 | 0 | 5 | 17 | 14 | +3  | 9  |                     | 0–3 | 0–1 | 0–2 | —   | 9–0 |      |
| 5  | Montenegro       | 8  | 0 | 0 | 8 | 2  | 51 | −49 | 0  |                     | 0–7 | 0–3 | 1–7 | 0–5 | —   |      |

#### Bảng 3
| VT | Đội     | ST | T | H | B | BT | BB | HS  | Đ  | Giành quyền tham dự |     |     |     |     |     |     |
| -- | ------- | -- | - | - | - | -- | -- | --- | -- | ------------------- | --- | --- | --- | --- | --- | --- |
| 1  | Pháp    | 8  | 8 | 0 | 0 | 27 | 0  | +27 | 24 | Vòng chung kết      |     | —   | 3–0 | 4–0 | 1–0 | 6–0 |
| 2  | România | 8  | 5 | 1 | 2 | 17 | 8  | +9  | 16 | Play-off            |     | 0–1 | —   | 2–1 | 4–0 | 3–0 |
| 3  | Ukraina | 8  | 4 | 1 | 3 | 14 | 12 | +2  | 13 |                     |     | 0–3 | 2–2 | —   | 2–0 | 2–0 |
| 4  | Hy Lạp  | 8  | 2 | 0 | 6 | 9  | 19 | −10 | 6  |                     | 0–3 | 1–3 | 1–3 | —   | 3–2 |     |
| 5  | Albania | 8  | 0 | 0 | 8 | 3  | 31 | −28 | 0  |                     | 0–6 | 0–3 | 0–4 | 1–4 | —   |     |

#### Bảng 4
| VT | Đội       | ST | T | H | B | BT | BB | HS  | Đ  | Giành quyền tham dự |     |     |     |     |     |     |
| -- | --------- | -- | - | - | - | -- | -- | --- | -- | ------------------- | --- | --- | --- | --- | --- | --- |
| 1  | Thụy Điển | 8  | 7 | 0 | 1 | 22 | 3  | +19 | 21 | Vòng chung kết      |     | —   | 1–0 | 3–0 | 2–1 | 6–0 |
| 2  | Đan Mạch  | 8  | 6 | 1 | 1 | 22 | 1  | +21 | 19 | Vòng chung kết      |     | 2–0 | —   | 6–0 | 4–0 | 4–0 |
| 3  | Ba Lan    | 8  | 3 | 1 | 4 | 10 | 16 | −6  | 10 |                     |     | 0–4 | 0–0 | —   | 2–0 | 4–0 |
| 4  | Slovakia  | 8  | 3 | 0 | 5 | 11 | 13 | −2  | 9  |                     | 0–3 | 0–1 | 2–1 | —   | 4–0 |     |
| 5  | Moldova   | 8  | 0 | 0 | 8 | 1  | 33 | −32 | 0  |                     | 0–3 | 0–5 | 1–3 | 0–4 | —   |     |

#### Bảng 5
| VT | Đội        | ST | T | H | B | BT | BB | HS  | Đ  | Giành quyền tham dự |     |     |     |      |     |     |
| -- | ---------- | -- | - | - | - | -- | -- | --- | -- | ------------------- | --- | --- | --- | ---- | --- | --- |
| 1  | Đức        | 8  | 8 | 0 | 0 | 35 | 0  | +35 | 24 | Vòng chung kết      |     | —   | 2–0 | 12–0 | 2–0 | 7–0 |
| 2  | Nga        | 8  | 4 | 2 | 2 | 14 | 9  | +5  | 14 | Vòng chung kết      |     | 0–4 | —   | 3–3  | 5–0 | 2–0 |
| 3  | Hungary    | 8  | 2 | 2 | 4 | 8  | 20 | −12 | 8  |                     |     | 0–1 | 0–1 | —    | 2–0 | 1–0 |
| 4  | Croatia    | 8  | 2 | 1 | 5 | 8  | 15 | −7  | 7  |                     | 0–1 | 0–3 | 1–1 | —    | 3–0 |     |
| 5  | Thổ Nhĩ Kỳ | 8  | 1 | 1 | 6 | 3  | 24 | −21 | 4  |                     | 0–6 | 0–0 | 2–1 | 1–4  | —   |     |

#### Bảng 6
| VT | Đội          | ST | T | H | B | BT | BB | HS  | Đ  | Giành quyền tham dự |     |     |     |     |     |     |
| -- | ------------ | -- | - | - | - | -- | -- | --- | -- | ------------------- | --- | --- | --- | --- | --- | --- |
| 1  | Thụy Sĩ      | 8  | 8 | 0 | 0 | 34 | 3  | +31 | 24 | Vòng chung kết      |     | —   | 2–1 | 5–1 | 4–0 | 4–0 |
| 2  | Ý            | 8  | 6 | 0 | 2 | 26 | 8  | +18 | 18 | Vòng chung kết      |     | 0–3 | —   | 3–1 | 3–1 | 6–1 |
| 3  | Cộng hòa Séc | 8  | 3 | 1 | 4 | 13 | 18 | −5  | 10 |                     |     | 0–5 | 0–3 | —   | 3–0 | 4–1 |
| 4  | Bắc Ireland  | 8  | 2 | 1 | 5 | 10 | 22 | −12 | 7  |                     | 1–8 | 0–3 | 1–1 | —   | 4–0 |     |
| 5  | Gruzia       | 8  | 0 | 0 | 8 | 2  | 34 | −32 | 0  |                     | 0–3 | 0–7 | 0–3 | 0–3 | —   |     |

#### Bảng 7
| VT | Đội                  | ST | T | H | B | BT | BB | HS  | Đ  | Giành quyền tham dự |     |     |     |     |     |     |
| -- | -------------------- | -- | - | - | - | -- | -- | --- | -- | ------------------- | --- | --- | --- | --- | --- | --- |
| 1  | Anh                  | 8  | 7 | 1 | 0 | 32 | 1  | +31 | 22 | Vòng chung kết      |     | —   | 1–1 | 7–0 | 1–0 | 5–0 |
| 2  | Bỉ                   | 8  | 5 | 2 | 1 | 27 | 5  | +22 | 17 | Vòng chung kết      |     | 0–2 | —   | 1–1 | 6–0 | 6–0 |
| 3  | Serbia               | 8  | 3 | 1 | 4 | 10 | 21 | −11 | 10 |                     |     | 0–7 | 1–3 | —   | 0–1 | 3–0 |
| 4  | Bosna và Hercegovina | 8  | 3 | 0 | 5 | 8  | 17 | −9  | 9  |                     | 0–1 | 0–5 | 2–4 | —   | 4–0 |     |
| 5  | Estonia              | 8  | 0 | 0 | 8 | 0  | 33 | −33 | 0  |                     | 0–8 | 0–5 | 0–1 | 0–1 | —   |     |

#### Bảng 8
| VT | Đội        | ST | T | H | B | BT | BB | HS  | Đ  | Giành quyền tham dự |     |     |     |     |      |     |
| -- | ---------- | -- | - | - | - | -- | -- | --- | -- | ------------------- | --- | --- | --- | --- | ---- | --- |
| 1  | Na Uy      | 8  | 7 | 1 | 0 | 29 | 2  | +27 | 22 | Vòng chung kết      |     | —   | 2–2 | 4–0 | 10–0 | 5–0 |
| 2  | Áo         | 8  | 5 | 2 | 1 | 18 | 4  | +14 | 17 | Vòng chung kết      |     | 0–1 | —   | 3–0 | 6–1  | 4–0 |
| 3  | Wales      | 8  | 3 | 2 | 3 | 13 | 11 | +2  | 11 |                     |     | 0–2 | 0–0 | —   | 4–0  | 3–0 |
| 4  | Kazakhstan | 8  | 1 | 1 | 6 | 2  | 30 | −28 | 4  |                     | 0–4 | 0–2 | 0–4 | —   | 1–0  |     |
| 5  | Israel     | 8  | 0 | 2 | 6 | 2  | 17 | −15 | 2  |                     | 0–1 | 0–1 | 2–2 | 0–0 | —    |     |

### Xếp hạng đội nhì bảng
Chỉ thành tích trước các đội thứ nhất, ba và tư trong bảng mới được tính để đối chiếu giữa các đội nhì bảng (không tính đội thứ năm).
| VT | Bg | Đội        | ST | T | H | B | BT | BB | HS  | Đ  | Giành quyền tham dự |
| -- | -- | ---------- | -- | - | - | - | -- | -- | --- | -- | ------------------- |
| 1  | 1  | Scotland   | 6  | 5 | 0 | 1 | 16 | 6  | +10 | 15 | Vòng chung kết      |
| 2  | 4  | Đan Mạch   | 6  | 4 | 1 | 1 | 13 | 1  | +12 | 13 | Vòng chung kết      |
| 3  | 6  | Ý          | 6  | 4 | 0 | 2 | 13 | 7  | +6  | 12 | Vòng chung kết      |
| 4  | 7  | Bỉ         | 6  | 3 | 2 | 1 | 16 | 5  | +11 | 11 | Vòng chung kết      |
| 5  | 8  | Áo         | 6  | 3 | 2 | 1 | 13 | 4  | +9  | 11 | Vòng chung kết      |
| 6  | 5  | Nga        | 6  | 3 | 1 | 2 | 12 | 9  | +3  | 10 | Vòng chung kết      |
| 7  | 3  | România    | 6  | 3 | 1 | 2 | 11 | 8  | +3  | 10 | Play-off            |
| 8  | 2  | Bồ Đào Nha | 6  | 2 | 1 | 3 | 6  | 10 | −4  | 7  | Play-off            |

## Play-off

### Các trận đấu
Đội thắng lọt vào vòng chung kết.
| Đội 1      | TTS     | Đội 2   | Lượt đi | Lượt về      |
| ---------- | ------- | ------- | ------- | ------------ |
| Bồ Đào Nha | 1–1 (a) | România | 0–0     | 1–1 (s.h.p.) |

## Các đội vượt qua vòng loại
| Đội         | Tư cách          | Ngày giành vé        | Giải đấu trước1                                                 |
| ----------- | ---------------- | -------------------- | --------------------------------------------------------------- |
| Hà Lan      | Chủ nhà          | 4 tháng 12 năm 2014  | 2 (2009, 2013)                                                  |
| Iceland     | Nhất bảng 1      | 16 tháng 9 năm 2016  | 2 (2009, 2013)                                                  |
| Tây Ban Nha | Nhất bảng 2      | 7 tháng 6 năm 2016   | 2 (1997, 2013)                                                  |
| Pháp        | Nhất bảng 3      | 11 tháng 4 năm 2016  | 5 (1997, 2001, 2005, 2009, 2013)                                |
| Thụy Điển   | Nhất bảng 4      | 15 tháng 9 năm 2016  | 9 (1984, 1987, 1989, 1995, 1997, 2001, 2005, 2009, 2013)        |
| Đức         | Nhất bảng 5      | 12 tháng 4 năm 2016  | 9 (19892, 1991, 1993, 1995, 1997, 2001, 2005, 2009, 2013)       |
| Thụy Sĩ     | Nhất bảng 6      | 4 tháng 6 năm 2016   | 0 (lần đầu)                                                     |
| Anh         | Nhất bảng 7      | 7 tháng 6 năm 2016   | 7 (1984, 1987, 1995, 2001, 2005, 2009, 2013)                    |
| Na Uy       | Nhất bảng 8      | 7 tháng 6 năm 2016   | 10 (1987, 1989, 1991, 1993, 1995, 1997, 2001, 2005, 2009, 2013) |
| Scotland    | Đội nhì xuất sắc | 16 tháng 9 năm 2016  | 0 (lần đầu)                                                     |
| Đan Mạch    | Đội nhì xuất sắc | 20 tháng 9 năm 2016  | 8 (1984, 1991, 1993, 1997, 2001, 2005, 2009, 2013)              |
| Ý           | Đội nhì xuất sắc | 20 tháng 9 năm 2016  | 10 (1984, 1987, 1989, 1991, 1993, 1997, 2001, 2005, 2009, 2013) |
| Bỉ          | Đội nhì xuất sắc | 16 tháng 9 năm 2016  | 0 (lần đầu)                                                     |
| Áo          | Đội nhì xuất sắc | 20 tháng 9 năm 2016  | 0 (lần đầu)                                                     |
| Nga         | Đội nhì xuất sắc | 20 tháng 9 năm 2016  | 4 (1997, 2001, 2009, 2013)                                      |
| Bồ Đào Nha  | Play-off         | 25 tháng 10 năm 2016 | 0 (lần đầu)                                                     |

1 In đậm là đội vô địch năm đó. In nghiêng là chủ nhà năm đó.
2 Với tên gọi Tây Đức

## Cầu thủ ghi bàn hàng đầu
Cầu thủ ghi sáu bàn trở lên.
10 bàn
- Harpa Þorsteinsdóttir
- Ada Hegerberg
- Jane Ross

8 bàn
- Eugénie Le Sommer
- Verónica Boquete

7 bàn
- Pernille Harder
- Nadia Nadim
- Dagný Brynjarsdóttir
- Isabell Herlovsen
- Ana-Maria Crnogorčević
- Helen Ward

6 bàn
- Milena Nikolić
- Sanne Troelsgaard Nielsen
- Karen Carney
- Danielle Carter
- Cristiana Girelli
- Cláudia Neto
- Joanne Love
- Sonia Bermúdez
- Fabienne Humm